# Balsac
Balsac ist eine ehemalige französische Gemeinde im Département Aveyron in der Region Okzitanien (vor 2016: Midi-Pyrénées) mit 631 Einwohnern (Stand: 1. Januar 2017). Die frühere Gemeinde gehörte zum Arrondissement Rodez und zum Kanton Vallon. Die Einwohner werden Balsacois genannt.

## Geographie
Balsac liegt im Weinbaugebiet Marcillac, Teil der Weinbauregion Sud-Ouest. Umgeben wurde die Gemeinde Balsac von den Nachbargemeinden Valady im Norden, Salles-la-Source im Nordosten und Osten, Onet-le-Château im Osten und Südosten, Druelle im Südeostn und Süden sowie Clairvaux-d’Aveyron im Westen und Nordwesten.

## Geschichte
Am 1. Januar 2017 wurde die Gemeinde mit der Nachbarkommune Druelle zur neuen Gemeinde Druelle Balsac zusammengelegt werden.

### Bevölkerungsentwicklung
| 1962                       | 1968 | 1975 | 1982 | 1990 | 1999 | 2006 | 2013 | 2017 |
| -------------------------- | ---- | ---- | ---- | ---- | ---- | ---- | ---- | ---- |
| 346                        | 328  | 347  | 407  | 411  | 501  | 565  | 616  | 631  |
| Quellen: Cassini und INSEE |      |      |      |      |      |      |      |      |

## Sehenswürdigkeiten
- Himmelfahrts-Kirche (Église de l'Assomption)
- Ruinen des früheren Grammontenserpriorats Sauvage aus dem 13. Jahrhundert, Monument historique
- Schloss Balsac aus dem 16. Jahrhundert, seit 2007 Monument historique

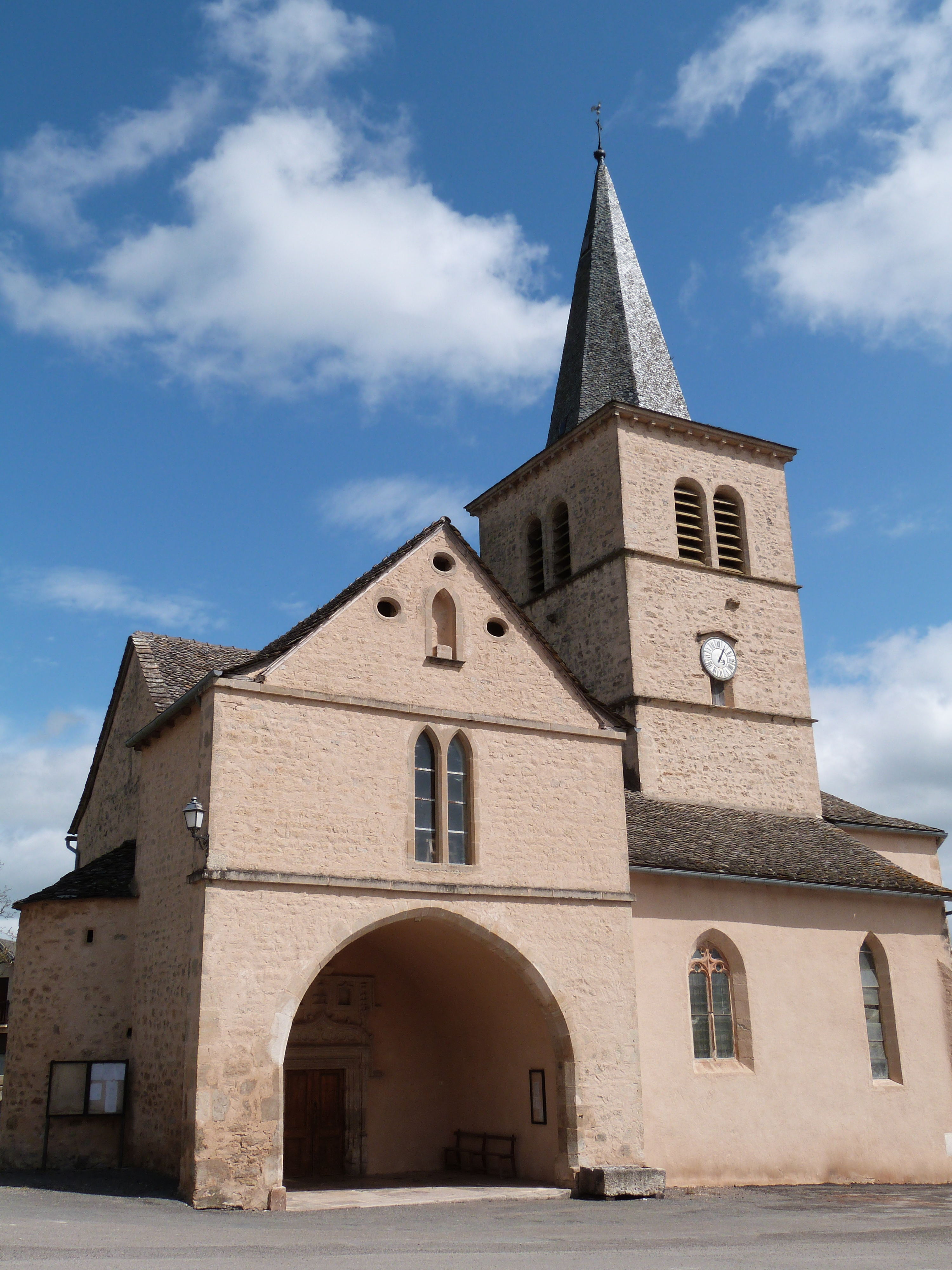
Himmelfahrts-Kirche
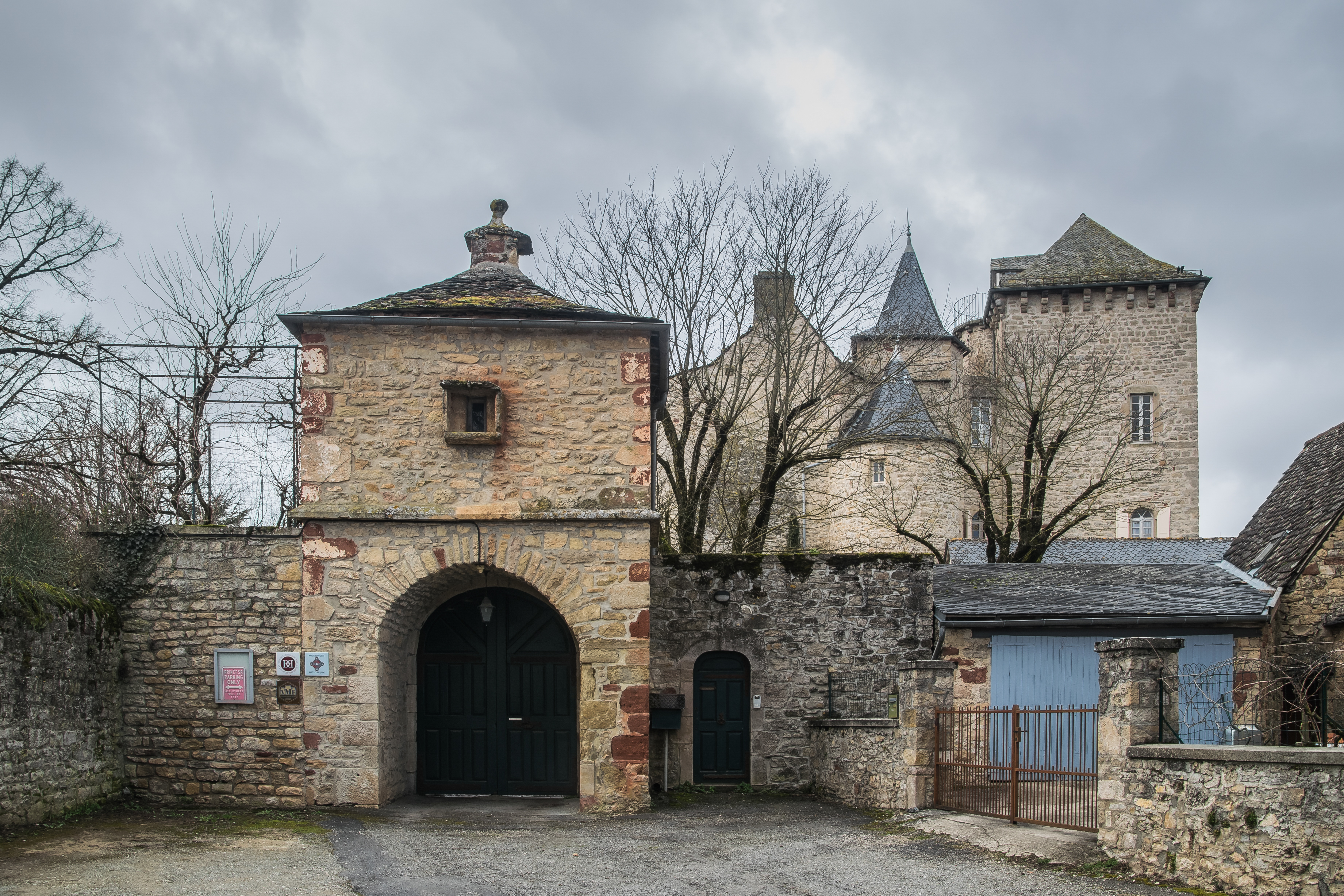
Schloss Balsac